# Leonhard Weisgerber
Leonhard Weisgerber (* 9. August 1903 in Darmstadt; † 1. Juli 1989 in Wiesbaden) war ein deutscher Forstmeister.

## Werdegang
Weisgerber übernahm nach Ende des Zweiten Weltkriegs die Bezirksforstverwaltung Darmstadt. Ein Jahr später wurde er Personalreferent in der Hessischen Landesforstverwaltung. Vom 1. April 1950 bis 1968 war er Leiter der Landesforstverwaltung im Hessischen Ministerium für Landwirtschaft und Forsten.

## Ehrungen
- 1968: Großes Verdienstkreuz der Bundesrepublik Deutschland